# Cyclopes didactylus
El hormiguero pigmeo u hormiguero sedoso (Cyclopes didactylus) es una especie de hormiguero. Anteriormente se consideraba como la única especie del género Cyclopes, natural de América Central y la Selva amazónica, pertenece a la familia Cyclopedidae. Sin embargo, un estudio genético y morfológico publicado en 2017, determinó que esta es una de siete especies de este género, nativa de territorios de América del Sur, limitados por la cuenca del río Orinoco, el río Negro, el río Amazonas, la cuenca del río Xingú, y los bosques del litoral Atlántico, entre el nordeste de Brasil, Venezuela, las Guayanas y Trinidad y Tobago. En México se considera en peligro de extinción.

## Nombres comunes
Esta especie se conoce principalmente como serafín de platanar, además de hormiguero de dos dedos, dorado o enano. Localmente es llamado angelito o ("la gran bestia" en el departamento de Santander) (Colombia), ceibita (Costa Rica), flor de balsa (Ecuador), gato balsa (Panamá), oso oro (Bolivia)  y tapacara (Panamá y Costa Rica). También se registra intipelejo, de 'Inti' o Sol en quechua y 'pelejo' o perezoso, aunque sea etimológicamente más propio de un folívoro que de un vermilinguo.
Otros nombres son: serafín (Honduras, Ecuador y Perú) y osito melero por el vermilinguo Tamandua tetradactyla, cíclope o el caniforme Potos flavus, perico ligero (Venezuela) por el folívoro Bradypus tridactylus, perezocito y perico lerdo por el perezoso de dos dedos, y los mexicanos miquito de oro y mico platanero por los micos del Amazonas.

## Morfología

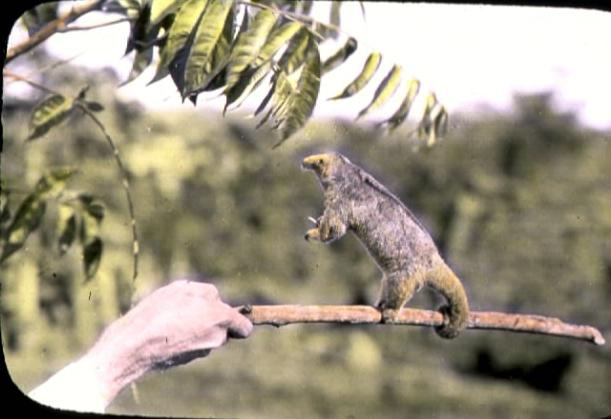
Comparación de un Oso hormiguero pigmeo C. dorsalis con una mano.

Su pelaje es único en el mundo de los mamíferos. Muy sedoso y de color amarillo pardusco, con reflejos dorados, y con bandas verticales oscuras dorsal y ventral, claramente marcadas; grupa, patas y cola grises; La región fronto-nasal del cráneo está deprimida, con un perfil cóncavo.
LS
Ha inspirado nombres como flor de balsa o intipelejo entre otros. Los adultos pesan entre 450 y 550 g y su cuerpo mide entre 15 y 18 cm, con una cola de 18-20 cm, siendo los menores osos hormigueros del planeta. Por tanto, el nombre científico del género, relativo a los gigantes mitológicos, es paradójico. El menor individuo conocido del género, se conserva disecado en Chuchini (Beni, (Bolivia),  y corresponde a la especie C. catellus.
Proporcionalmente, tienen caras más cortas y cráneos más grandes que otras especies de oso hormiguero. Sus ojos son de color negro y las palmas de sus garras son rojas. Tiene uñas en dedo índice y dedo medio, siendo mayor la de este último. El cuarto dedo es muy pequeño mientras que los otros dos son vestigios o carecen de ellos, no siendo visibles externamente. Las garras de las patas traseras tienen cuatro dedos de igual longitud, con uñas largas y un hallux vestigial no visible externamente. Las costillas son anchas y planas, que se superponen formando una caja torácica para proteger el pecho.

## Comportamiento

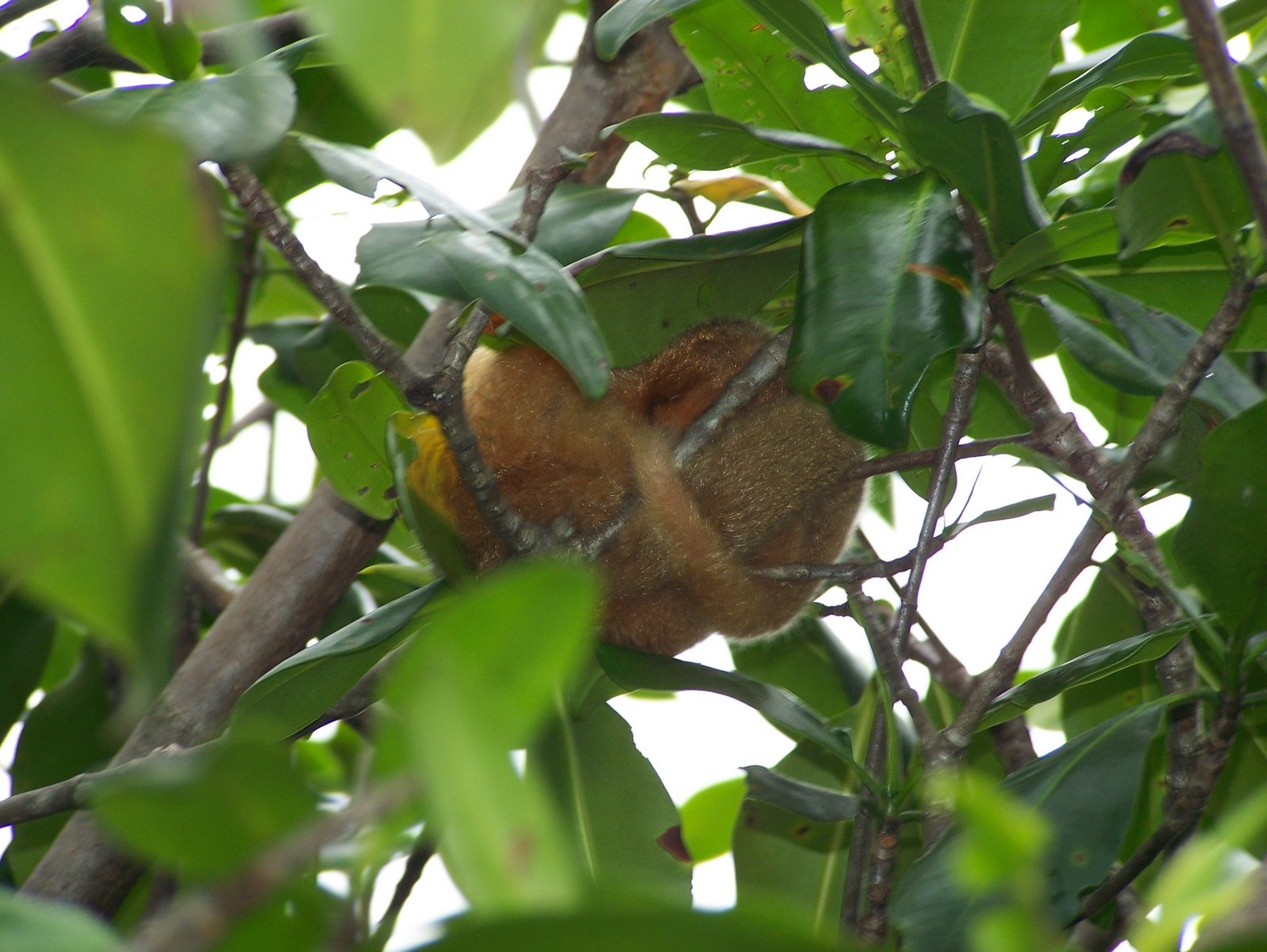
Un oso hormiguero pigmeo C. dorsalis durmiendo en la Isla Damas, Costa Rica.

Es solitario, nocturno y exclusivamente arborícola. Se desplaza sobre las ramas y lianas, sosteniéndose con la planta de las patas traseras. Se asegura con ellas, con su cola prensil y su fuerte garra delantera, para abrir un orificios en los tallos huecos e introducir su lengua larga y pegajosa para capturar las hormigas, que son su alimento preferido (mirmecofagia). Ocasionalmente atrapa otros insectos.
Después del apareamiento, buscan agujeros en los árboles, donde ambos construyen su nido. El período de gestación dura de 120 a 130 días, tras los cuales nace una sola cría, que cuidan padre y madre. Preferentemente el macho, cargan la cría sobre el lomo.
Al sentirse amenazado, se pone de pie sobre sus patas traseras mientras se acerca sus afiladas garras delanteras al rostro, adoptando una peculiar posición defensiva.

## Subespecies

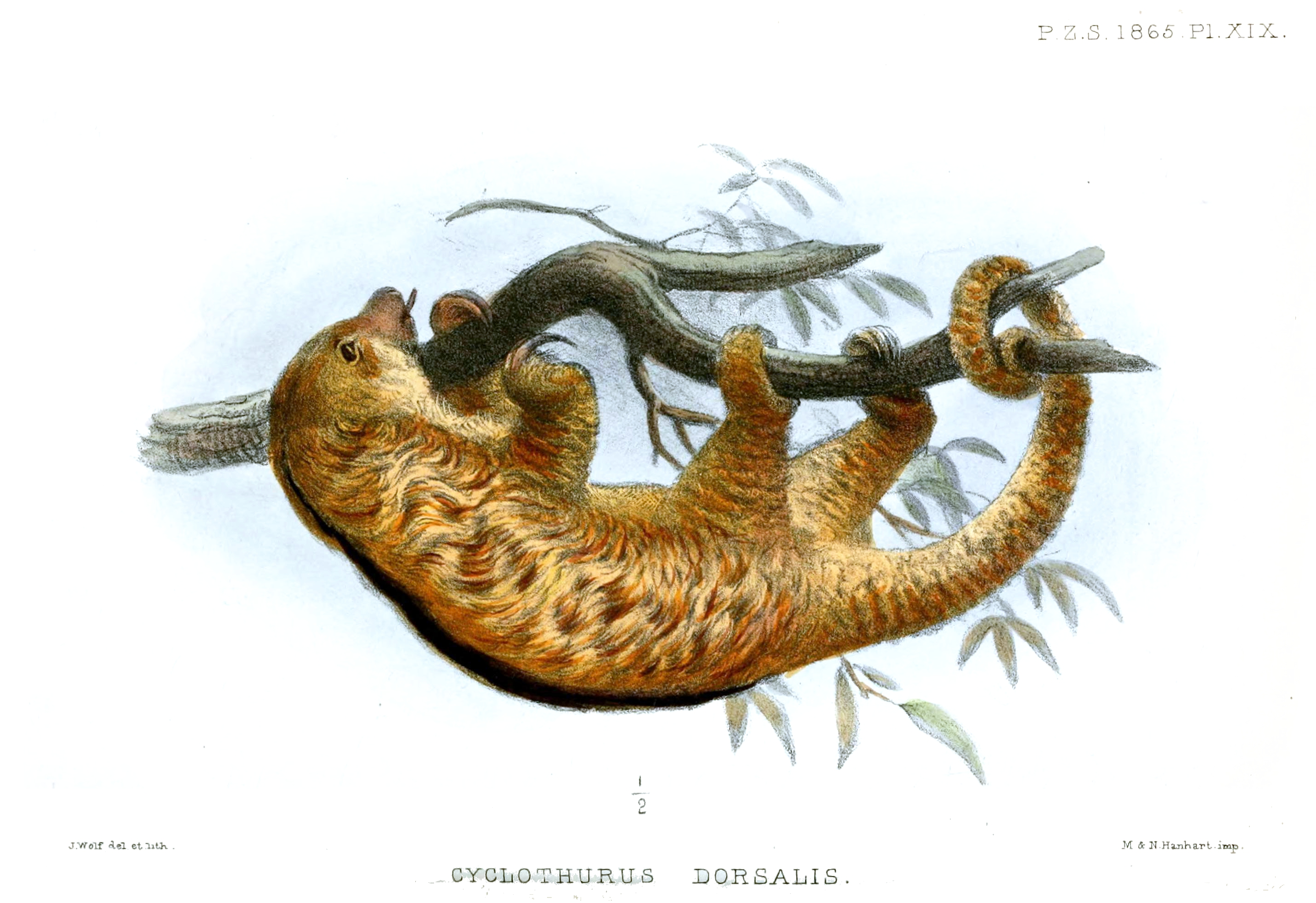
Recreación de un Cyclopes dorsalis.

Anteriormente reconocían las siguientes subespecies:
- Cyclopes didactylus didactylus
- Cyclopes didactylus catellus, ahora considerada especie diferente C. catellus
- Cyclopes didactylus dorsalis, ahora considerada especie diferente C. dorsalis
- Cyclopes didactylus eva, ahora considerada como sinónimo de C. dorsalis
- Cyclopes didactylus ida, ahora considerada especie diferente C. ida
- Cyclopes didactylus melini, ahora considerada como simple sinónimo de C. didactylus
- Cyclopes didactylus mexicanus, ahora considerada como sinónimo de C. dorsalis[3]

El estudio genético y morfológico publicado en 2017 detecta entre los especímenes de C. didactylus dos clados, el de las Guayanas, al que corresponde el espécimen tipo de la especies, y el clado del nordeste de Brasil.